# Borough de Ketchikan Gateway
Le borough de Ketchikan Gateway (Ketchikan Gateway Borough en anglais) est un borough de l'État d'Alaska aux États-Unis. Il a une surface totale de 4 543 km2, composée de 3 194 km2 de terre et de 1 349 km2 d'eau. Son siège est la ville de Ketchikan.

## Galerie

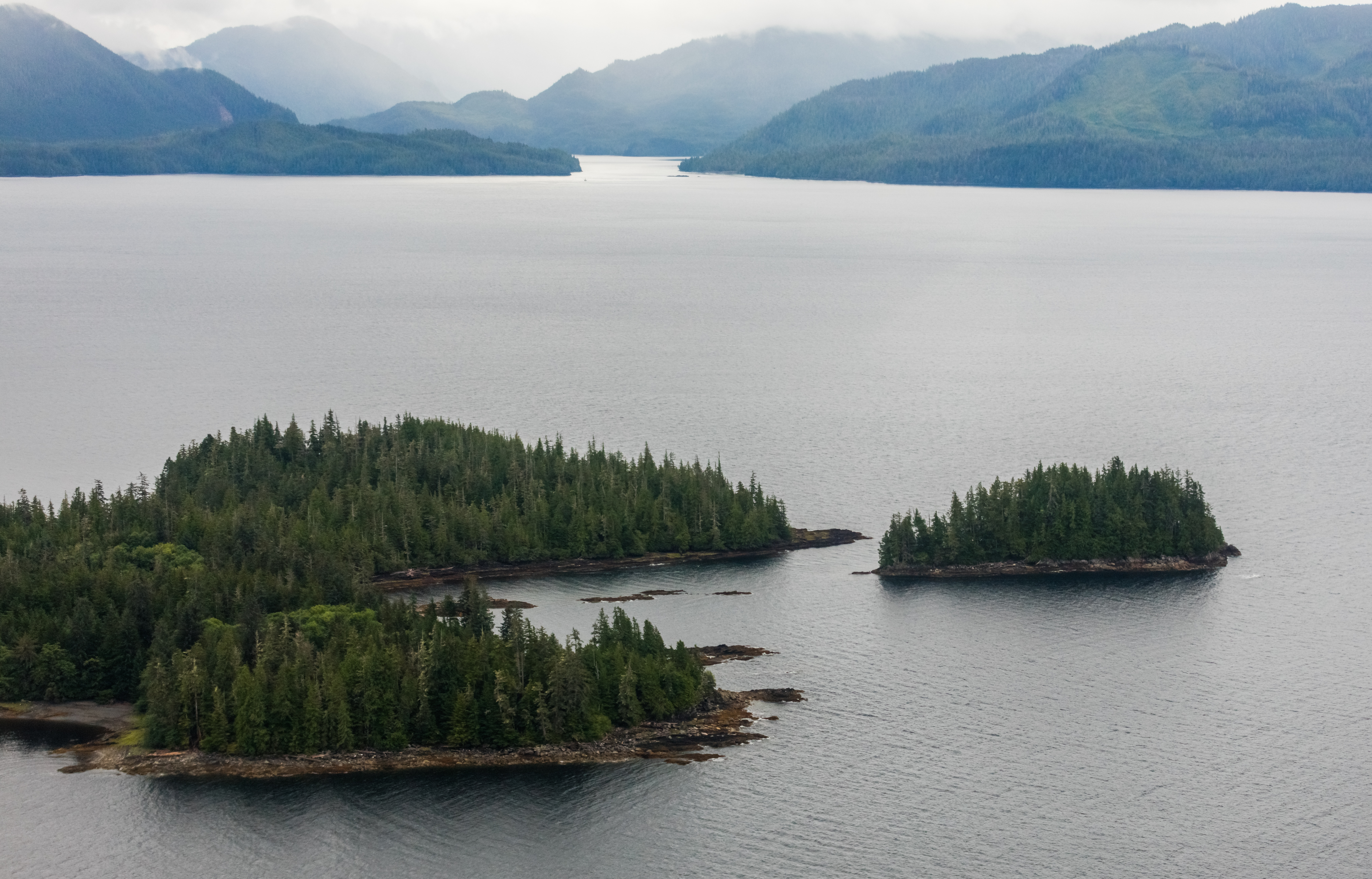
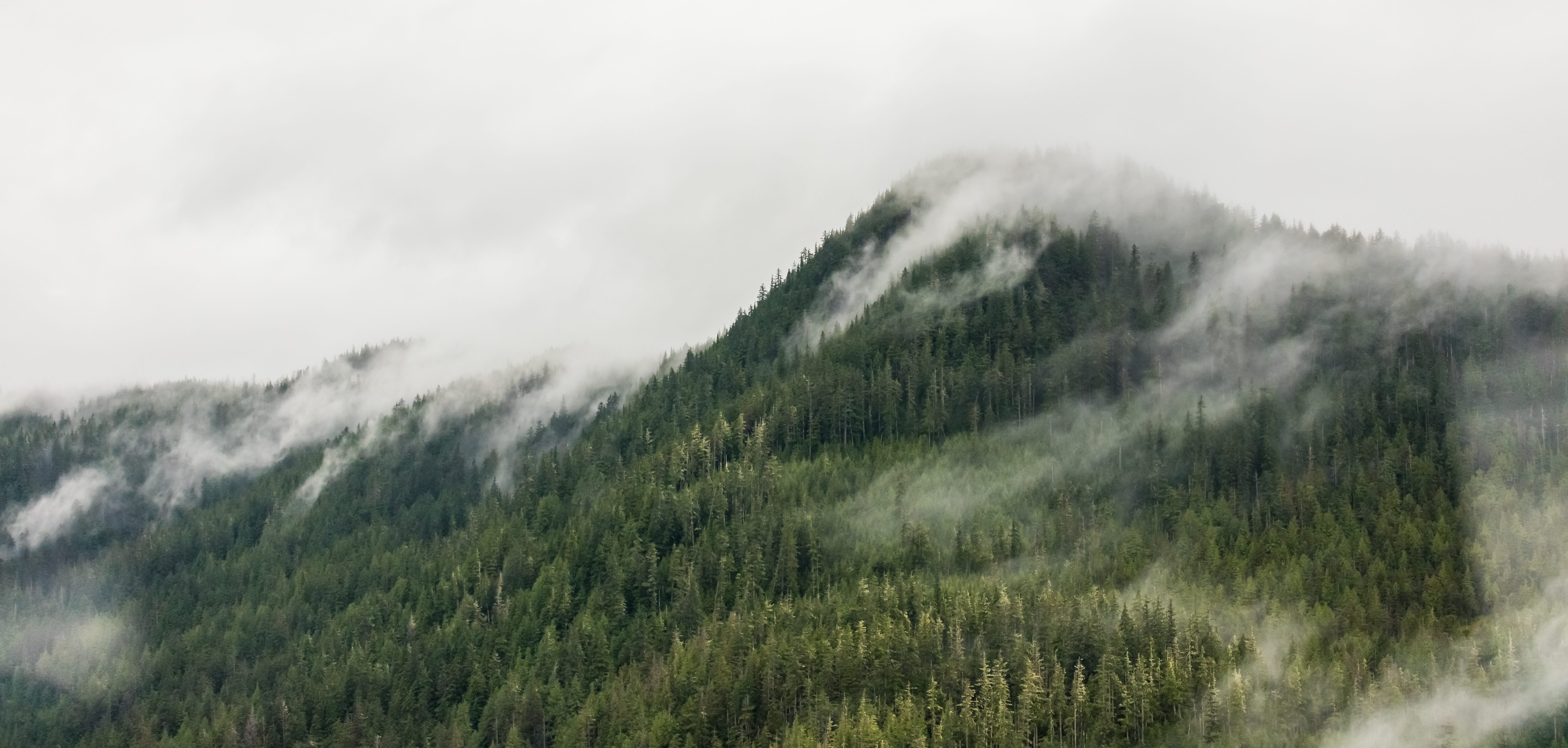
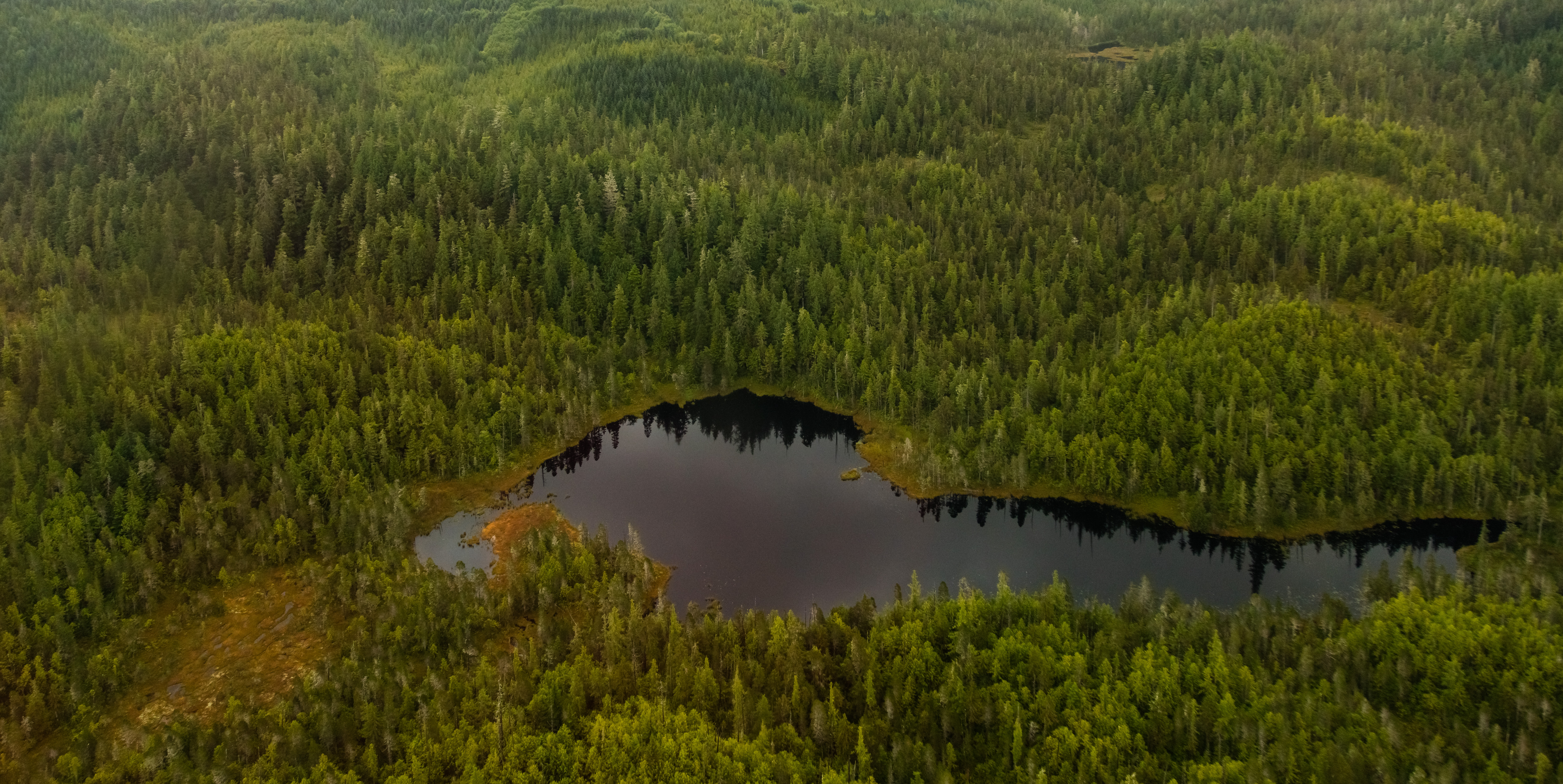
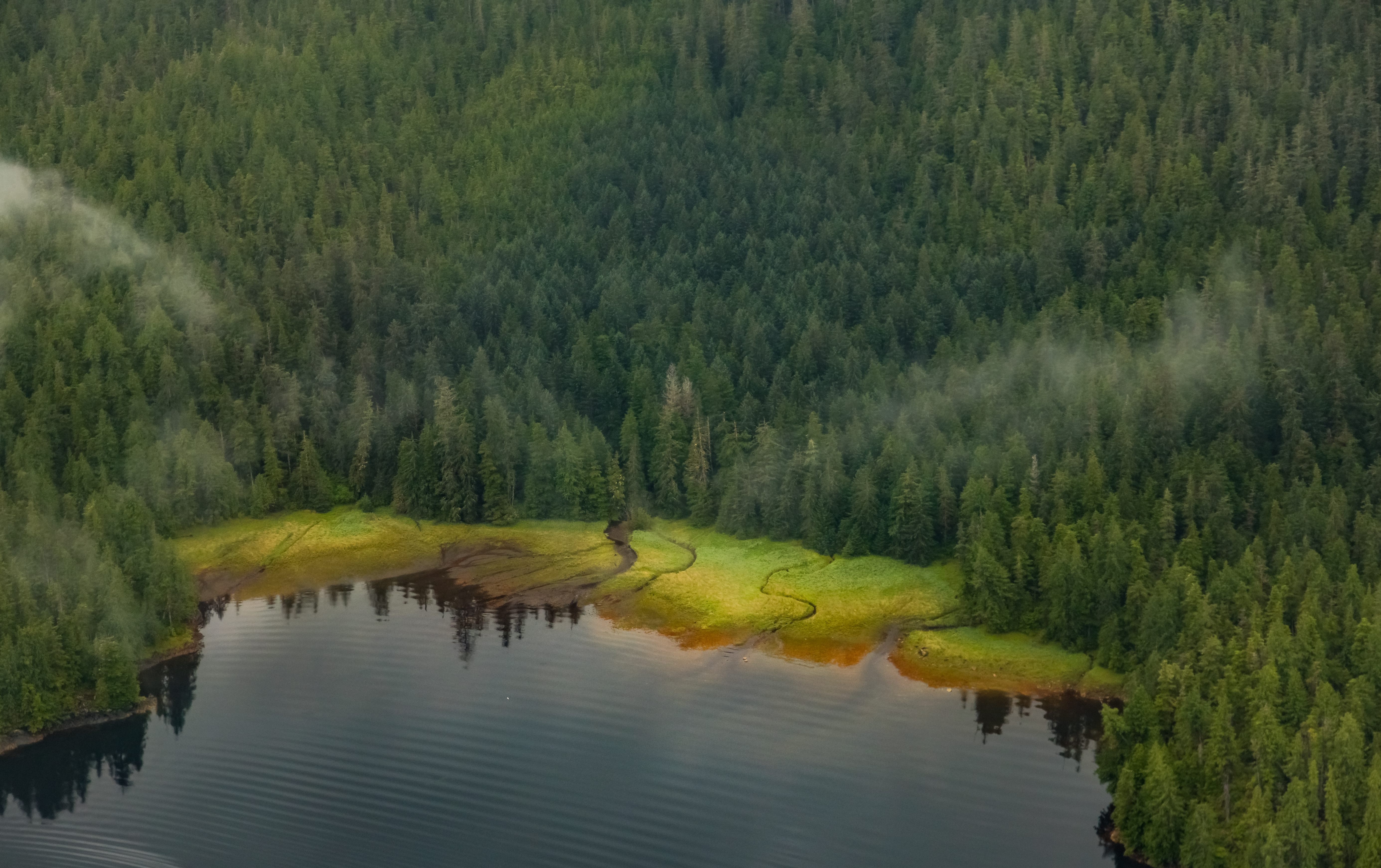
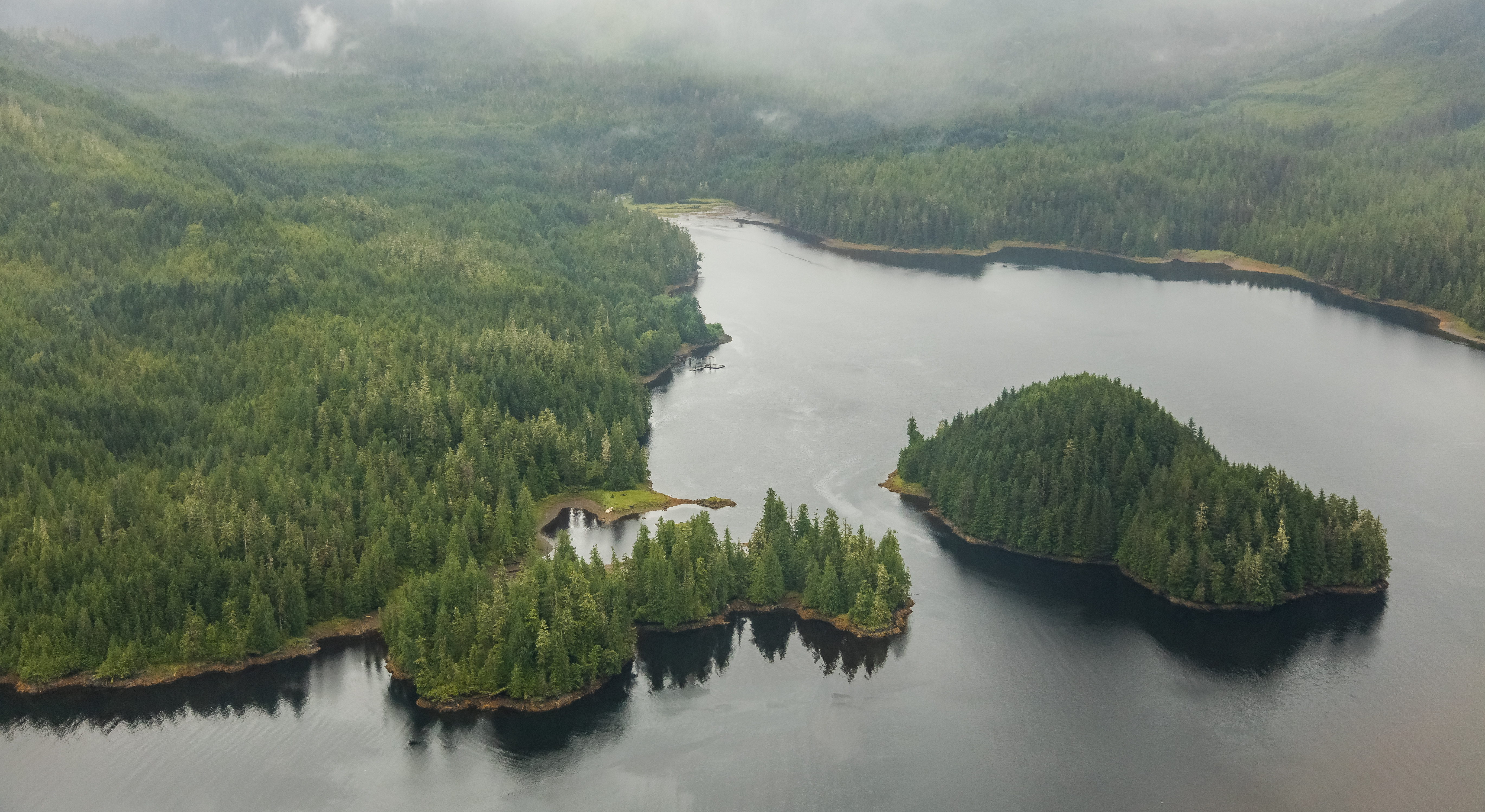
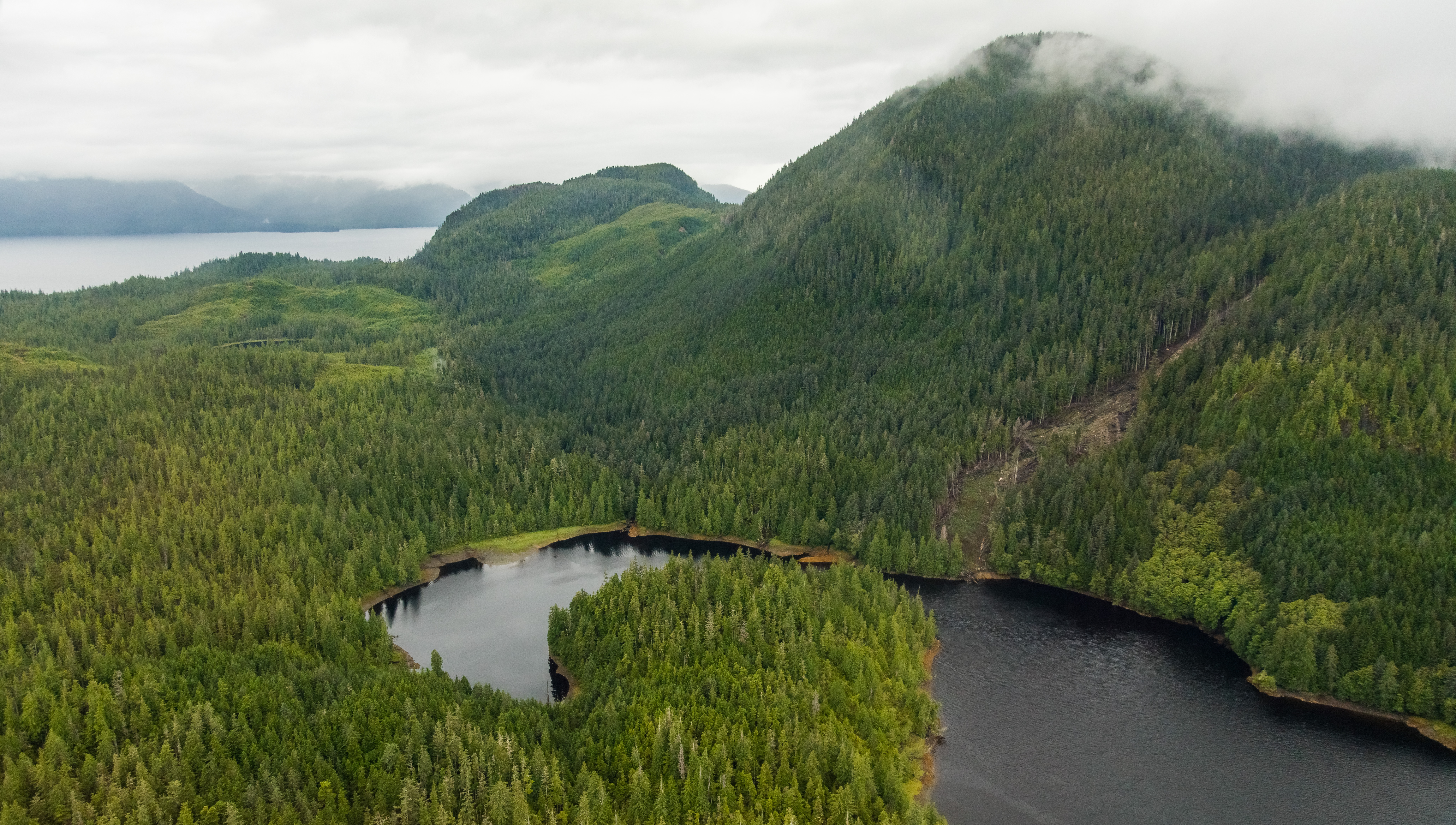
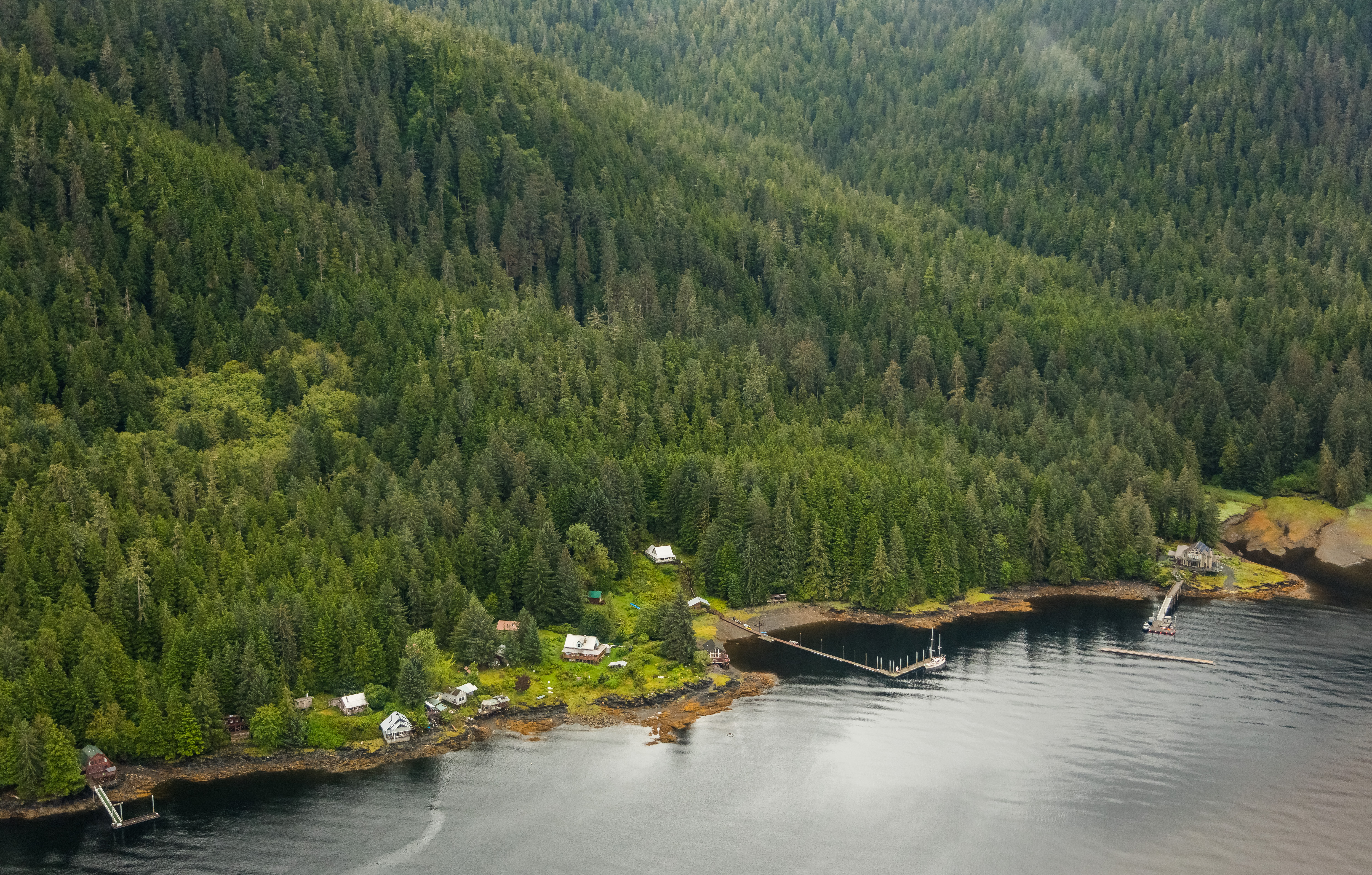
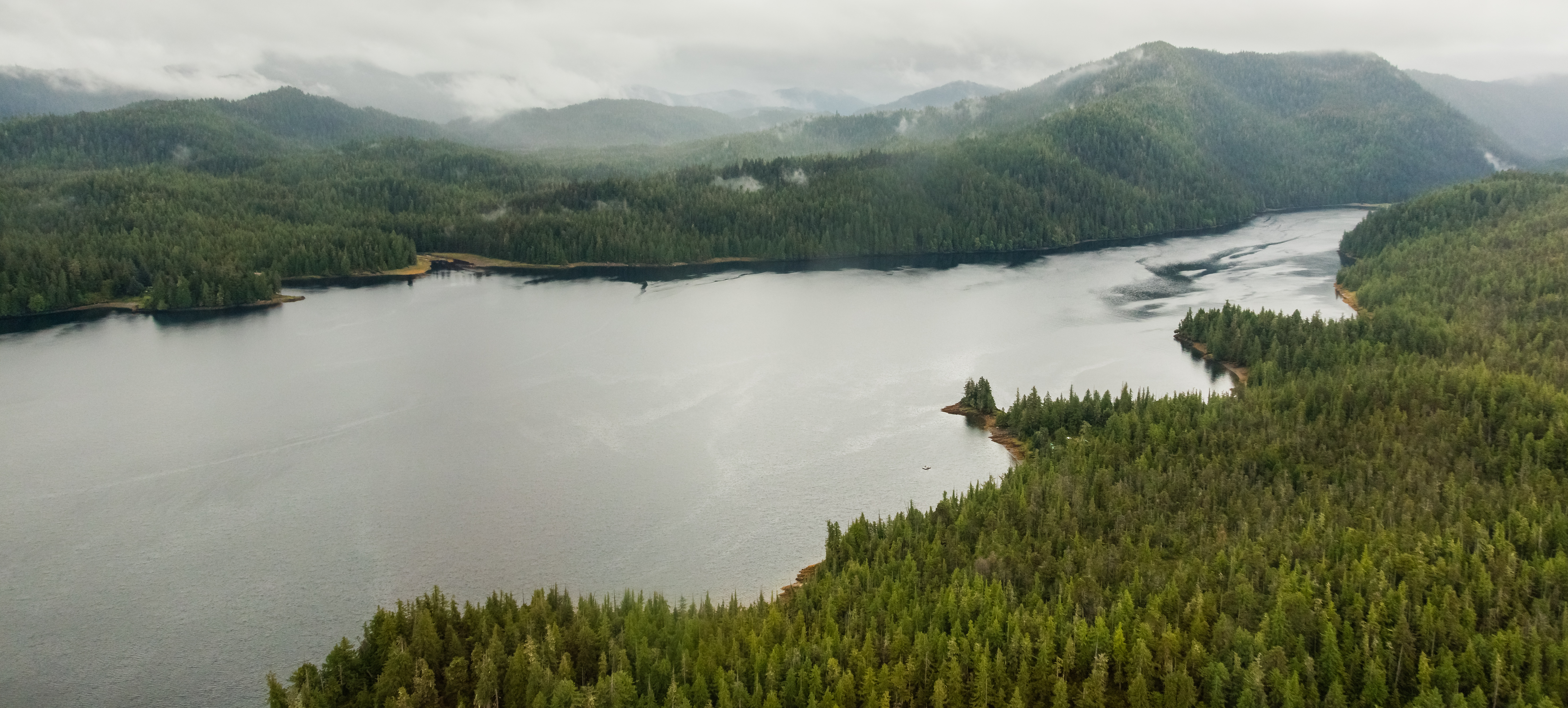

## Localités
- Ketchikan
- Saxman
- Ward Cove

## Démographie
| 1960   | 1970   | 1980   | 1990   | 2000   | 2010   |
| ------ | ------ | ------ | ------ | ------ | ------ |
| 10 070 | 10 041 | 11 316 | 13 828 | 14 070 | 13 477 |